# Anterrieux
Anterrieux település Franciaországban, Cantal megyében. Lakosainak száma 122 fő (2022. január 1.). Anterrieux Chaudes-Aigues, Deux-Verges, Maurines, Saint-Rémy-de-Chaudes-Aigues, Arzenc-d’Apcher, Chauchailles, Fournels és Saint-Juéry községekkel határos.

## Népesség
A település népességének változása:
| Lakosok száma | 132  | 112  | 124  | 131  | 124  | 123  | 123  | 121  | 122  | 122  |
|               | 1968 | 1982 | 1990 | 2006 | 2013 | 2015 | 2017 | 2019 | 2020 | 2022 |